# Torneo de Roland Garros 1958
La edición 57.ª de los Internacionales de Francia de Roland Garros se celebró  entre el 20 de mayo y el 31 de mayo de 1958 en las pistas del Stade Roland Garros de París, Francia.
El cuadro individual masculino lo iniciaron 80 tenistas  mientras que el cuadro individual femenino comenzó con 64 tenistas.

## Hechos destacados
En la competición individual masculina se impuso  por el australiano Mervyn Rose  logrando el único título que obtendría en París al imponerse en la final al chileno Luis Ayala.
En la competición individual femenina la victoria fue para la húngara Zsuzsa Körmöczy que lograba su único título en un torneo del Gran Slam  al imponerse a la británica Shirley Bloomer convirtiéndose así en la primera, y única, tenista húngara en lograr el triunfo en Roland Garros.

## Palmarés
|                      | Vencedor                           | Resultado          | Finalista                           | Finalista |
| -------------------- | ---------------------------------- | ------------------ | ----------------------------------- | --------- |
| Individual masculino | Mervyn Rose                        | 6-3, 6-4, 6-4      | Luis Ayala                          |           |
| Individual femenino  | Zsuzsa Körmöczy                    | 6-4, 1-6, 6-2      | Shirley Bloomer                     |           |
| Dobles masculino     | Ashley Cooper Neale Fraser         | 3-6, 8-6, 6-3, 7-5 | Bob Howe Abe Segal                  |           |
| Dobles femenino      | Rosie Darmon Yola Ramírez          | 6-4, 7-5           | Mary Bevis Hawton Thelma Coyne Long |           |
| Dobles mixto         | Shirley Bloomer Nicola Pietrangeli | 6-8, 6-2           | Lorraine Coghlan Bob Howe           |           |

## Cabezas de serie
| N° | Jugador             | Resultado                   | Resultado            |
| 1  | Ashley Cooper       | Semifinal batido por        | Luis Ayala (5)       |
| 2  | Neale Fraser        | Cuartos de final batido por | Jacques Brichant (7) |
| 3  | Mervyn Rose         | Victoria sobre              | Luis Ayala (5)       |
| 4  | Budge Patty         | 4ª ronda batido por         | Robert Haillet (13)  |
| 5  | Luis Ayala          | Final batido por            | Mervyn Rose (3)      |
| 6  | Jaroslav Drobný     | 4ª ronda batido por         | Pierre Darmon (11)   |
| 7  | Jacques Brichant    | Semifinal batido por        | Mervyn Rose (3)      |
| 8  | Giuseppe Merlo      | Cuartos de final batido por | Ashley Cooper (1)    |
| 9  | Robert Keith Wilson | 2ª ronda batido por         | Antal Jancso         |
| 10 | Orlando Sirola      | 4ª ronda batido por         | Jacques Brichant (7) |
| 11 | Pierre Darmon       | Cuartos de final batido por | Mervyn Rose (3)      |
| 12 | Nicola Pietrangeli  | 4ª ronda batido por         | Luis Ayala (5)       |
| 13 | Robert Haillet      | Cuartos de final batido por | Luis Ayala (5)       |
| 14 | Paul Remy           | 4ª ronda batido por         | Mervyn Rose (3)      |
| 15 | Kurt Nielsen        | 2ª ronda batido por         | István Gulyás        |
| 16 | Andrés Gimeno       | 4ª ronda batido por         | Ashley Cooper (1)    |

| N° | Jugadora            | Resultado                   | Resultado               |
| 1  | Shirley Bloomer     | Final batida por            | Zsuzsi Kormoczy (3)     |
| 2  | Lorraine Coghlan    | 3ª ronda batida por         | Christine Truman (15)   |
| 3  | Zsuzsi Kormoczy     | Victoria sobre              | Shirley Bloomer (1)     |
| 4  | Vera Puzejova       | 3ª ronda batida por         | Maria Esther Bueno (13) |
| 5  | Dorothy Knode       | Cuartos de final batida por | Maria Esther Bueno (13) |
| 6  | Ann Haydon          | Cuartos de final batida por | Zsuzsi Kormoczy (3)     |
| 7  | Heather Segal       | Semifinal batida por        | Zsuzsi Kormoczy (3)     |
| 8  | Mary Hawton         | 2ª ronda batida por         | Paule Courteix          |
| 9  | Christiane Mercelis | 2ª ronda batida por         | Rosa María Reyes        |
| 10 | Thelma Long         | 3ª ronda batida por         | Heather Segal (7)       |
| 11 | Silvana Lazzarino   | 2ª ronda batida por         | Sandra Reynolds         |
| 12 | Yola Ramírez        | 3ª ronda batida por         | Dorothy Knode (5)       |
| 13 | Maria Esther Bueno  | Semifinal batida por        | Shirley Bloomer (1)     |
| 14 | Karol Fageros       | 2ª ronda batida por         | Suzanne Le Besnerais    |
| 15 | Christine Truman    | Cuartos de final batida por | Heather Segal (7)       |
| 16 | Martha Peterdy      | 3ª ronda batida por         | Shirley Bloomer (1)     |

## Cuadros Finales

### Categoría sénior

#### Torneo individual masculino
|  | Cuartos de final | Cuartos de final | Cuartos de final | Cuartos de final | Cuartos de final | Cuartos de final | Cuartos de final |   |             | Semifinales   | Semifinales | Semifinales | Semifinales | Semifinales | Semifinales | Semifinales |            |   | Final | Final | Final | Final | Final |  |
|  |                  |                  |                  |                  |                  |                  |                  |   |             |               |             |             |             |             |             |             |            |   |       |       |       |       |       |  |
|  |                  |                  |                  |                  |                  |                  |                  |   |             |               |             |             |             |             |             |             |            |   |       |       |       |       |       |  |
|  | 1                | Ashley Cooper    | 7                | 6                | 7                | 6                | 6                |   |             |               |             |             |             |             |             |             |            |   |       |       |       |       |       |  |
|  | 1                | Ashley Cooper    | 7                | 6                | 7                | 6                | 6                |   |             |               |             |             |             |             |             |             |            |   |       |       |       |       |       |  |
|  | 8                | Giuseppe Merlo   | 9                | 2                | 9                | 3                | 2                |   |             |               |             |             |             |             |             |             |            |   |       |       |       |       |       |  |
|  | 8                | Giuseppe Merlo   | 9                | 2                | 9                | 3                | 2                |   | 1           | Ashley Cooper | 11          | 6           | 4           | 2           | 5           |             |            |   |       |       |       |       |       |  |
|  |                  |                  |                  |                  |                  |                  |                  |   | 1           | Ashley Cooper | 11          | 6           | 4           | 2           | 5           |             |            |   |       |       |       |       |       |  |
|  |                  |                  | 5                | Luis Ayala       | 9                | 4                | 6                | 6 | 7           |               |             |             |             |             |             |             |            |   |       |       |       |       |       |  |
|  | 13               | Robert Haillet   | 5                | Luis Ayala       | 9                | 4                | 6                | 6 | 7           | 0             | 5           | 4           |             |             |             |             |            |   |       |       |       |       |       |  |
|  | 13               | Robert Haillet   |                  |                  |                  |                  |                  |   |             |               |             | 4           |             |             |             |             |            |   |       |       |       |       |       |  |
|  | 5                | Luis Ayala       | 6                | 7                | 6                |                  |                  |   |             |               |             |             |             |             |             |             |            |   |       |       |       |       |       |  |
|  | 5                | Luis Ayala       | 6                | 7                | 6                |                  |                  |   |             |               |             |             |             |             |             | 5           | Luis Ayala | 3 | 4     | 4     |       |       |       |  |
|  |                  |                  |                  |                  |                  |                  |                  |   |             |               |             |             |             |             |             |             | Luis Ayala | 3 | 4     | 4     |       |       |       |  |
|  |                  |                  | 3                | Mervyn Rose      | 6                | 6                | 6                |   |             |               |             |             |             |             |             |             |            |   |       |       |       |       |       |  |
|  | 11               | Pierre Darmon    | 3                | Mervyn Rose      | 6                | 6                | 6                | 4 | 10          | 3             | 1           |             |             |             |             |             |            |   |       |       |       |       |       |  |
|  | 11               | Pierre Darmon    |                  |                  |                  |                  |                  |   |             |               |             |             |             |             |             |             |            |   |       |       |       |       |       |  |
|  | 3                | Mervyn Rose      | 6                | 8                | 6                | 6                |                  |   |             |               |             |             |             |             |             |             |            |   |       |       |       |       |       |  |
|  | 3                | Mervyn Rose      | 6                | 8                | 6                | 6                |                  | 3 | Mervyn Rose | 10            | 6           | 6           |             |             |             |             |            |   |       |       |       |       |       |  |
|  |                  |                  |                  |                  |                  |                  |                  | 3 | Mervyn Rose | 10            | 6           | 6           |             |             |             |             |            |   |       |       |       |       |       |  |
|  |                  |                  | 7                | Jacques Brichant | 8                | 1                | 3                |   |             |               |             |             |             |             |             |             |            |   |       |       |       |       |       |  |
|  | 7                | Jacques Brichant | 7                | Jacques Brichant | 8                | 1                | 3                | 5 | 5           | 7             | 6           | 6           |             |             |             |             |            |   |       |       |       |       |       |  |
|  | 7                | Jacques Brichant |                  |                  |                  |                  |                  |   |             |               |             | 6           |             |             |             |             |            |   |       |       |       |       |       |  |
|  | 2                | Neale Fraser     | 7                | 7                | 5                | 0                | 3                |   |             |               |             |             |             |             |             |             |            |   |       |       |       |       |       |  |
|  | 2                | Neale Fraser     | 7                | 7                | 5                | 0                | 3                |   |             |               |             |             |             |             |             |             |            |   |       |       |       |       |       |  |
|  |                  |                  |                  |                  |                  |                  |                  |   |             |               |             |             |             |             |             |             |            |   |       |       |       |       |       |  |

#### Torneo individual  femenino
|  | Cuartos de final | Cuartos de final   | Cuartos de final | Cuartos de final   | Cuartos de final |   |                 | Semifinales | Semifinales | Semifinales | Semifinales | Semifinales |   |                 | Final | Final | Final | Final | Final |  |
|  |                  |                    |                  |                    |                  |   |                 |             |             |             |             |             |   |                 |       |       |       |       |       |  |
|  |                  |                    |                  |                    |                  |   |                 |             |             |             |             |             |   |                 |       |       |       |       |       |  |
|  | 1                | Shirley Bloomer    | 5                | 6                  | 6                |   |                 |             |             |             |             |             |   |                 |       |       |       |       |       |  |
|  | 1                | Shirley Bloomer    | 5                | 6                  | 6                |   |                 |             |             |             |             |             |   |                 |       |       |       |       |       |  |
|  |                  | Rosa Maria Reyes   | 7                | 4                  | 2                |   |                 |             |             |             |             |             |   |                 |       |       |       |       |       |  |
|  |                  | Rosa Maria Reyes   | 7                | 4                  | 2                | 1 | Shirley Bloomer | 2           | 6           | 6           |             |             |   |                 |       |       |       |       |       |  |
|  |                  |                    |                  |                    |                  | 1 | Shirley Bloomer | 2           | 6           | 6           |             |             |   |                 |       |       |       |       |       |  |
|  |                  |                    | 13               | Maria Esther Bueno | 6                | 1 | 2               |             |             |             |             |             |   |                 |       |       |       |       |       |  |
|  | 13               | Maria Esther Bueno | 13               | Maria Esther Bueno | 6                | 1 | 2               | 6           | 8           |             |             |             |   |                 |       |       |       |       |       |  |
|  | 13               | Maria Esther Bueno |                  |                    |                  |   |                 |             |             |             |             |             |   |                 |       |       |       |       |       |  |
|  | 5                | Dorothy Knode      | 2                | 6                  |                  |   |                 |             |             |             |             |             |   |                 |       |       |       |       |       |  |
|  | 5                | Dorothy Knode      | 2                | 6                  |                  |   |                 |             |             |             |             |             | 1 | Shirley Bloomer | 4     | 6     | 2     |       |       |  |
|  |                  |                    |                  |                    |                  |   |                 |             |             |             |             |             | 1 | Shirley Bloomer | 4     | 6     | 2     |       |       |  |
|  |                  |                    | 3                | Zsuzsi Kormoczy    | 6                | 1 | 6               |             |             |             |             |             |   |                 |       |       |       |       |       |  |
|  | 6                | Ann Haydon         | 3                | Zsuzsi Kormoczy    | 6                | 1 | 6               | 3           | 4           |             |             |             |   |                 |       |       |       |       |       |  |
|  | 6                | Ann Haydon         |                  |                    |                  |   |                 |             |             |             |             |             |   |                 |       |       |       |       |       |  |
|  | 3                | Zsuzsi Kormoczy    | 6                | 6                  |                  |   |                 |             |             |             |             |             |   |                 |       |       |       |       |       |  |
|  | 3                | Zsuzsi Kormoczy    | 6                | 6                  |                  | 3 | Zsuzsi Kormoczy | 6           | 6           |             |             |             |   |                 |       |       |       |       |       |  |
|  |                  |                    |                  |                    |                  | 3 | Zsuzsi Kormoczy | 6           | 6           |             |             |             |   |                 |       |       |       |       |       |  |
|  |                  |                    | 7                | Heather Segal      | 1                | 0 |                 |             |             |             |             |             |   |                 |       |       |       |       |       |  |
|  | 7                | Heather Segal      | 7                | Heather Segal      | 1                | 0 | 6               | 6           |             |             |             |             |   |                 |       |       |       |       |       |  |
|  | 7                | Heather Segal      |                  |                    |                  |   |                 |             |             |             |             |             |   |                 |       |       |       |       |       |  |
|  | 15               | Christine Truman   | 2                | 1                  |                  |   |                 |             |             |             |             |             |   |                 |       |       |       |       |       |  |
|  | 15               | Christine Truman   | 2                | 1                  |                  |   |                 |             |             |             |             |             |   |                 |       |       |       |       |       |  |
|  |                  |                    |                  |                    |                  |   |                 |             |             |             |             |             |   |                 |       |       |       |       |       |  |